# Gustavelund
Gustavelund är förutvarande gods i Tusby i det finländska landskapet Nyland på östra stranden av Tusby träsk. 

## Historia
Egendomen var ursprungligen ett rusthåll, vars ägare är kända sedan 1540. Den ägdes från mitten av 1600-talet till utgången av 1700-talet av militärer och tillhörde sedan bland annat ätterna Spåre (1797–1852), de la Garde (1852–1890) och Ehrnrooth (1890–1909). Huvudbyggnaden, som uppfördes i empirstil i början av 1800-talet, brann ned 1892, varefter ett nytt om det gamla påminnande hus byggdes. Det inrymde 1933–1956 ett turisthotell. 

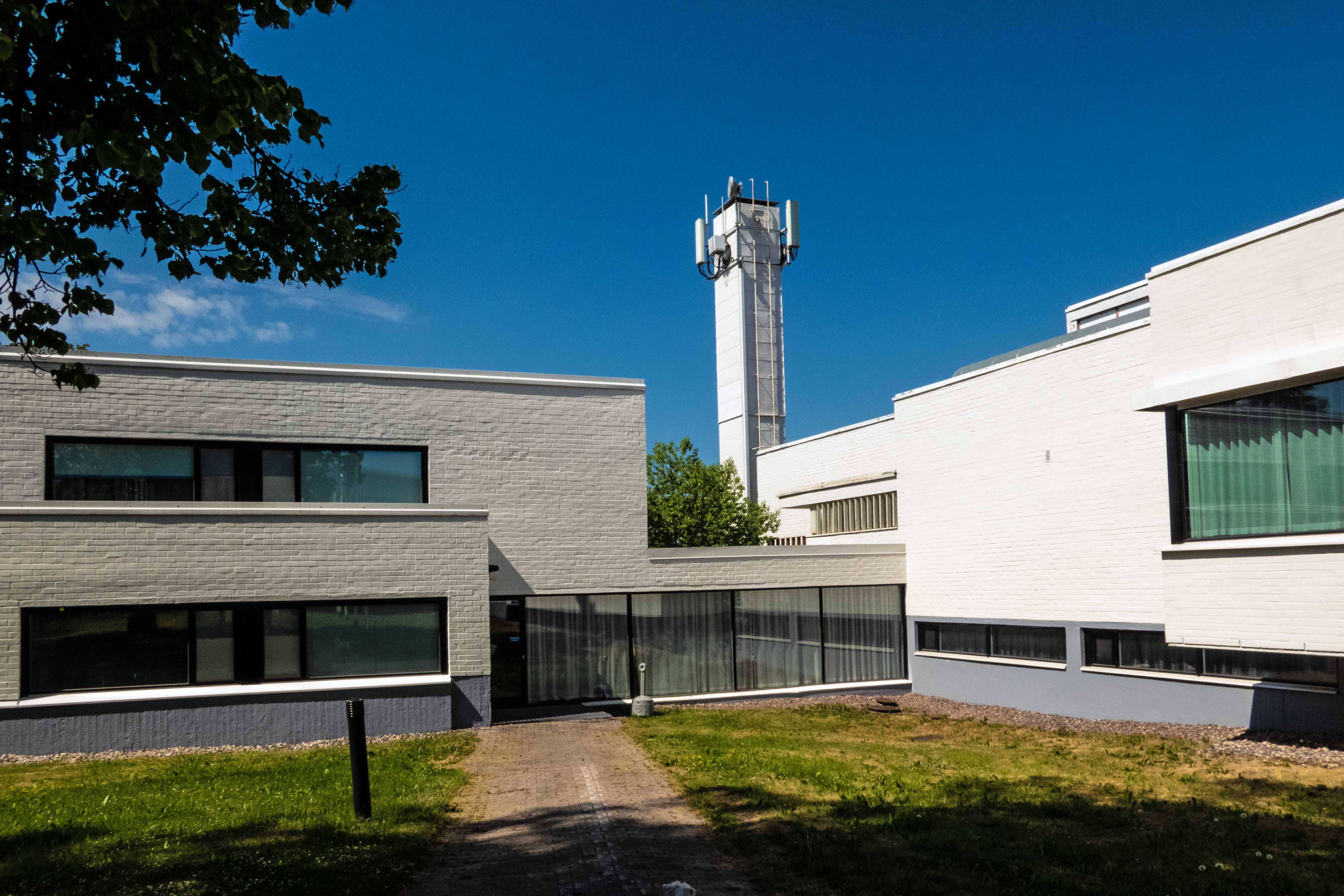
Gustavelunds kursgård år 2023.

Egendomen inköptes 1956 av de finska landskommunernas förbund och inrättades till kursgård samt kommuninstitut (1965). Den gamla huvudbyggnaden revs 1964, varefter en ny modernistisk institutsbyggnad ritad av arkitekten Into Pyykkö invigdes 1965. Denna har senare utvidgats med en hotellflygel, där kongresshotellverksamhet inleddes 1990. Verksamheten drevs av Finlands kommunförbund fram till 2015 då förbundet sålde Gustavslund till Pia och Antti Ropponen. På gårdsplanen står ett monument över den kommunala självstyrelsen.